# Euphyllia baliensis
Espèce
Euphyllia baliensis est une espèce de coraux de la famille des Euphylliidae.

## Étymologie
Son nom spécifique, composé de bali et du suffixe latin -ensis, « qui vit dans, qui habite », lui a été donné en référence au lieu de sa découverte, la baie de Padang Bai, à Bali (Indonésie) à une profondeur de 37 m. 

## Publication originale
- Turak, Devantier & Erdmann : Euphyllia baliensis sp. nov. (Cnidaria: Anthozoa: Scleractinia: Euphylliidae): a new species of reef coral from Indonesia. Zootaxa, vol. 3422, pp. 52-61 (texte intégral) (en) [PDF].